# Ministerie van Justitie en Politie
Het ministerie van Justitie en Politie is een ministerie aan de Henck Arronstraat in Paramaribo, Suriname. Het ministerie richt zich op het handhaven van de openbare orde, rust, staatsveiligheid en mensenrechten en -vrijheden. Verder biedt het onder meer sociale rechtshulp en heeft het de zorg voor gedetineerden en de voorbereiding op hun terugkeer naar de samenleving.

## Departementen
Aan het ministerie zijn de volgende departementen verbonden:
- Directie Justitie en Politie
- Rechtsaangelegenheid
- Vreemdelingenzaken
- Delinquentenzorg
- Financieel beheer